# Довга, Мария Антоновна
Мария Антоновна Довга (14 февраля 1918, Юрьевка, Украинская народная республика Советов — 20 мая 1994, Юрьевка, Днепропетровская область) — передовик советского сельского хозяйства, звеньевая колхоза «Путь к социализму» Царичанского района Днепропетровской области, Герой Социалистического Труда (1950).

## Биография
Родилась 14 февраля 1918 года в селе Юрьевка (ныне Царичанского района Днепропетровской области) в украинской крестьянской семье. Завершила обучение в трёх классах начальной школы. Работать начала в сельском хозяйстве с 1929 года.
С 1941 по 1943 годы находилась на оккупированной территории. После освобождения села стала трудиться в колхозе «Путь к социализму». С 1947 года — звеньевая по выращиванию подсолнечника.
В 1949 году добилась высокой урожайности, получив 25,1 центнера пшеницы с гектара на площади 10,5 гектаров.
Указом Президиума Верховного Совета СССР от 9 июня 1950 года за получение высоких показателей в сельском хозяйстве и рекордные урожаи зерновых Марии Антоновне Довга было присвоено звание Героя Социалистического Труда с вручением ордена Ленина и медали «Серп и Молот».
Продолжала трудиться в колхозе звеньевой до выхода на заслуженный отдых.
Проживала в родном селе. Умерла 20 мая 1994 года, похоронена на сельском кладбище.

## Награды
- Медаль «Серп и Молот» (9 июня 1950);
- орден Ленина (9 июня 1950);
- другие медали.